# Kwon Yeo-sun
Kwon Yeo-sun (* 1965 in Andong, Kyŏngsang-pukdo) ist eine südkoreanische Schriftstellerin.

## Leben
Kwon Yeo-sun debütierte 1996 mit ihrem Roman Der grüne Spalt (푸르른 틈새 Pureureun Teumsae), der mit dem Sangsang Literaturpreis ausgezeichnet wurde. Zu der Zeit waren Romane, die die Zeit der Demokratiebewegungen in Korea reflektierten, gängig. Der grüne Spalt wurde ursprünglich nur als einer von vielen dieser retrospektiven Romane angesehen, es sollte sich jedoch herausstellen, dass es sich bei diesem Roman um einen der herausragendsten Entwicklungsromane der koreanischen Literaturwelt der neunziger Jahre handelte.
Trotz ihres unvergesslichen Debüts verfolgte Kwon in den folgenden Jahren ihre schriftstellerische Karriere nicht aktiv weiter. Erst acht Jahre nach der Veröffentlichung von Der grüne Spalt veröffentlichte sie eine Kurzgeschichten-Sammlung mit dem Titel Mädchenrock (처녀치마 Cheonyeo Chima). Dieses Buch, von dem Kwon behauptet, es fühle sich an, als veröffentlichte man einen Liebesbrief an sich selbst, handelt von niedergeschlagenen Individuen, die trotz ihres tragischen Schicksals einen Ort der resignierten Akzeptanz erreichen. Die Charaktere in diesem Band sind generell Personen, die aufgrund ihrer von der Gesellschaft nicht akzeptierten Beziehungen belastet sind, wie z. B. außereheliche und homosexuelle Beziehungen. Unfähig dieses Handicap zu überwinden, müssen die Charaktere mit ansehen, wie ihre Liebe zusammenbricht.
In ihrer zweiten Kurzgeschichten-Sammlung Die Tage der rosa Schleife (분홍 리본의 시절 Bunhong Ribon-ui Sijeol) sind die Charaktere ebenfalls zum größten Teil Personen, die eher gescheitert als erfolgreich sind. Sie sind meistens Menschen mit Makeln in ihrer Persönlichkeit oder ihrem Körperbau. Es scheint, als würden die Charaktere in Kwons Werken nicht aufgrund äußerer Gründe, sondern infolge ihrer eigenen Defizite oder schicksalsbedingt scheitern.
Enttäuschung und Misserfolg, die eine Person verfolgen, können verursacht werden durch ein verstecktes Trauma im Innern des Individuums oder durch Selbst-Hass. Wenn Leser diesen Charakteren in Kwons Geschichten begegnen, tendieren sie dazu, sich unsicher zu fühlen, da sie negative Energien und Hass in sich selbst entdecken.
Die Kurzgeschichte An die Liebe glauben (사랑을 믿다), die mit dem Yi-Sang-Literaturpreis ausgezeichnet wurde, verfolgt das Scheitern einer Beziehung zwischen einem Mann und einer Frau. Die Geschichte löst beim Leser unangenehme Gefühle aus, weil er daran erinnert wird, wie der Pfad der Liebe durchsetzt ist von Fehlern. Kwon ist eine der produktivsten und angesehensten zeitgenössischen Schriftstellerinnen.

## Arbeiten

### Koreanisch
- 푸르른 틈새 Der grüne Spalt (1996)
- 처녀치마 Mädchenrock (2004)
- 순수한 영혼 마릴린 먼로 Reine Seele, Marilyn Monroe (2005)
- 분홍 리본의 시절 Die Tage der rosa Schleife (2007)
- 사랑을 믿다 An die Liebe glauben (2008)
- 청소년 평전 세트 Reihe: Bibliographien für Jugendliche (2009)
- 내 정원의 붉은 열매 Die roten Früchte in meinem Garten (2010)
- 레가토 Legato (2012)
- 비자나무 숲 Eibenwald (2013)

## Auszeichnungen
- 1996: 제2회 상상문학상 (Sangsang Literaturpreis)
- 2007: 제15회 오영수문학상 (O Yŏng-su Literaturpreis)
- 2008: 제32회 이상문학상 (Yi-Sang-Literaturpreis)
- 2012: 제45회 한국일보문학상 (Hankook-Ilbo-Literaturpreis)
- 2013: 제2회 EBS 라디오 문학상 우수상 (EBS Literaturpreis, 2. Platz)